# Драгомира Бонева
Драгомира Бонева (с псевдоним Michelle Bonev) е българска и италианска филмова актриса, сценаристка, режисьорка, писателка, модна стилистка и модел. 

## Биография
Драгомира Бонева е родена в на 1 октомври 1971 г. в Бургас, България. От началото на 1990-те години живее в Италия, където работи в модния бранш като фотомодел.
Авторка е на автобиографичната книга „Дървета без корени“, издадена през 2002 г. в Италия, все още непреведена на български.
Тя е сценарист, режисьор и играе главната роля в автобиографичния италианско-български филм „Сбогом, мамо“ (Goodbye mamma) от 2010 г. Това е нейният дебют в киното, който ѝ носи наградата Action for women от кинофестивала във Венеция с разобличителен натурализъм в духа на Зола.

## Избрана Филмография
| година | филм               | оригинално заглавие       | роля               | режисьор    |
| ------ | ------------------ | ------------------------- | ------------------ | ----------- |
| 2004   | Страстите Христови | The Passion of the Christ | Куртизанка на Ирод | Мел Гибсън  |
| 2010   | Сбогом, мамо       | Goodbye Mama              | Яна                | Мишел Бонев |